# Eilema elophus
Eilema elophus là một loài bướm đêm thuộc phân họ Arctiinae, họ Erebidae.